# Thordisa verrucosa
Thordisa verrucosa is een slakkensoort uit de familie van de Discodorididae. De wetenschappelijke naam van de soort is voor het eerst geldig gepubliceerd in 1864 door Crosse in Angas.